# Walter Scheufen

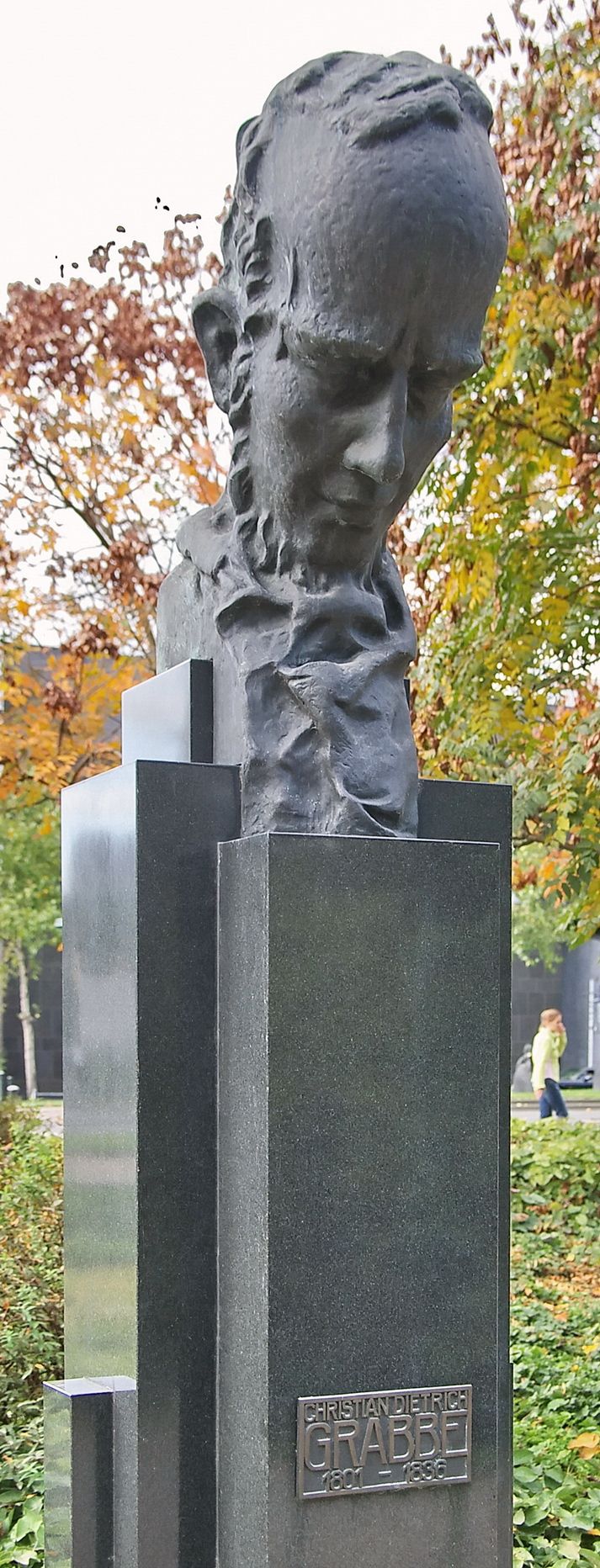
Christian Dietrich Grabbe, Bronzebüste, bis 1986 ausgeführt von Kurt Räder für den Hofgarten Düsseldorf nach einer Kleinplastik Scheufens (Entwurf zu einem Grabbe-Denkmal), um 1913, Stadtmuseum Landeshauptstadt Düsseldorf

Walter Scheufen (* 14. Juli 1881 in Düsseldorf; † August 1917 in Flandern) war ein deutscher Bildhauer und Maler.

## Leben
Scheufen studierte an der Kunstakademie Düsseldorf. Dort war der Bildhauer Karl Janssen sein Lehrer und Wilhelm Lehmbruck sein Mitschüler. Scheufens bildhauerische Arbeiten lassen impressionistische Einflüsse Auguste Rodins erkennen. Im Bereich der Zeichnung und Malerei betätigte er sich durch Landschafts- und Figurendarstellungen.
Scheufen fiel im Alter von 36 Jahren in der Dritten Flandernschlacht. Zum ehrenden Angedenken wurde seine Skulptur Jugend im Kunstpalast Düsseldorf aufgestellt. Ebenfalls posthum ausgestellt wurde seine Marmorskulptur Weiblicher Akt, schlafend auf der Großen Berliner Kunstausstellung des Jahres 1918.